# Brązowa Antigua
Brązowa Antigua (tytuł oryginalny Antigua, Penny, Puce) – powieść satyryczno-obyczajowa brytyjskiego pisarza Roberta Gravesa z 1936 roku, wydanie polskie w 1958 (Iskry). Rywalizacja pary głównych bohaterów o tytułowy cenny znaczek pocztowy jest pretekstem do zjadliwych obserwacji i uwag dotyczących społeczeństwa i kultury oraz roli płci w życiu społecznym.

## Opis fabuły
Powieść rozgrywa się w Anglii na przestrzeni okresu poprzedzającego I wojną światową do lat trzydziestych (1934), z futurologicznym epilogiem w 1949. Parą głównych bohaterów jest rodzeństwo Oliver i Jane Price, dzieci prowincjonalnego proboszcza i zbuntowanej arystokratki, które w dzieciństwie pasjonowały się filatelistyką. Po latach Jane (która przyjęła panieńskie nazwisko matki Palfrey) jest awangardową, odnoszącą sukcesy aktorką oraz reżyserką teatralną, a Oliver po studiach w Oksfordzie niezbyt udanym pisarzem. Przypadkowo Jane przypomina sobie o klaserze ze znaczkami, który według dziecięcej umowy stanowił wspólną własność, i domaga się jego podziału na dwie równe części. Okazuje się, że w kolekcji jest unikatowy, bezcenny znaczek wyemitowany dla poczty brytyjskiej kolonii Antigua, tytułowa "Brązowa Antigua", jedyny ocalały egzemplarz z emisji, gdyż reszta zatonęła w katastrofie morskiej, a ten został wysłany przez rozbitka ze statku. Rodzeństwo rozpoczyna bezkompromisową walkę o znaczek, w której obie strony posługują się podstępem, kłamstwem, manipulacjami i środkami prawnymi, wciągając w to liczne osoby z otoczenia i wywołując serię medialnych sensacji oraz skandali.

## Bohaterowie
- Jane Palfrey, awangardowa reżyserka teatralna
- Oliver Price, jej brat, pisarz
- Edith i Edna Whitebillet, siostry-bliźniaczki, przyjaciółki Jane i Olivera z dzieciństwa, dziedziczki ogromnej fortuny przedsiębiorstwa żeglugowego
- Henry "Emu" Palfrey, markiz Babraham, daleki kuzyn Jane, jej przyjaciel, a następnie mąż

## Tło, interpretacje
Powieść zawiera uszczypliwe obserwacje dotyczące życia społecznego i kulturalnego Anglii. Krytycznie przedstawiony jest mechanizm edukacyjny angielskich public schools z internatem, ich subkultura oraz cała formacja angielskiej klasy wyższej średniej z wykształceniem uniwersyteckim, której uosobieniem jest Oliver. Fabuła powieści może być też interpretowana jako przedstawienie walki żywiołu kobiecego z żywiołem męskim oraz kultury awangardowej z reakcją i konserwatyzmem kulturowym. Polityczne orientacje obu stron sporu nie są wyraźnie wyeksponowane, jednak pojawia wzmianka o Oliverze, że "miłość do włoskiej sztuki uczyniła z niego faszystę", czyta on też konserwatywny dziennik "The Sunday Times", zaś Jane czyta liberalnego "Observera".